# ラダー (イエスのアルバム)
『ラダー』（The Ladder）は、イエスのスタジオ・アルバムである。メンバーはジョン・アンダーソン、クリス・スクワイア、スティーヴ・ハウ、アラン・ホワイト、ビリー・シャーウッド、イゴール・コロシェフの6人。
本作の原題は「ザ・ラダー」だが、日本盤CDのオビやライナー・ノーツのカタカナ表記には「ザ・」は無く、「ラダー」のみであるので、本項では、これを踏襲する。

## 内容
エアロスミスやボン・ジョヴィで有名なブルース・フェアバーンがプロデュースした最後のアルバム。
日本盤（初回限定盤）のみ収録された音源は、1997年12月、ロサンゼルスにてこのメンバーで演奏された初ライブ・レコーディングである。ちなみに『ハウス・オブ・イエス』に収録されているのは1999年10月（ラスベガス）のものなので、両者の演奏時期は2年近い開きがある。
このアルバムの後、ビリー・シャーウッドは自分の音楽活動のため脱退、イゴール・コロシェフも脱退したために、イエスはしばらく専任キーボード・プレイヤーが不在となる。

## メイキング・ビデオ
DVDビデオ・ソフト『ハウス・オブ・イエス』の特典映像として、「The Ladder 制作秘話 (Making of The Ladder)」 が収録されている。メンバーやブルース・フェアバーンのインタビュー映像に加え、「Homeworld」と「If Only You Knew」のリハーサル風景も入っている。ただし何故かアラン・ホワイトだけがインタビューにもリハーサル風景にも登場していない。

## 収録曲
| #   | タイトル                                                                                        | 作詞 | 作曲・編曲 | 時間 |
| --- | ----------------------------------------------------------------------------------------------- | ---- | ---------- | ---- |
| 1.  | 「ホームワールド (ザ・ラダー) - "Homeworld (The Ladder)"」                                      |      |            | 9:32 |
| 2.  | 「イット・ウィル・ビー・ア・グッド・デイ (ザ・リヴァー) - "It Will Be a Good Day (The River)"」 |      |            | 4:53 |
| 3.  | 「ライトニング・ストライクス - "Lightning Strikes"」                                            |      |            | 4:35 |
| 4.  | 「キャン・アイ - "Can I?"」                                                                     |      |            | 1:31 |
| 5.  | 「フェイス・トゥ・フェイス - "Face to Face"」                                                   |      |            | 5:02 |
| 6.  | 「イフ・オンリー・ユー・ニュウ - "If Only You Knew"」                                           |      |            | 5:42 |
| 7.  | 「トゥ・ビー・アライヴ (ヘップ・ヤッダ) - "To Be Alive (Hep Yadda)"」                           |      |            | 5:07 |
| 8.  | 「ファイナリー - "Finally"」                                                                    |      |            | 6:01 |
| 9.  | 「メッセンジャー - "The Messenger"」                                                            |      |            | 5:12 |
| 10. | 「ニュー・ランゲージ - "New Language"」                                                         |      |            | 9:19 |
| 11. | 「ナイン・ヴォイセズ (ロングウォーカー) - "Nine Voices (Longwalker)"」                          |      |            | 3:27 |

| #   | タイトル                                                                                             | 作詞 | 作曲・編曲 | 時間  |
| --- | --- | ---- | ---------- | ----- |
| 12. | 「アイヴ・シーン・オール・グッド・ピープル - "I've Seen All Good People"」(Live in Los Angeles 1997) |      |            | 10:22 |
| 13. | 「同志 - "And You and I"」(Live in Los Angeles 1997)                                                 |      |            | 11:32 |

| #   | タイトル               | 作詞 | 作曲・編曲 | 時間 |
| --- | ---------------------- | ---- | ---------- | ---- |
| 12. | 「"Homeworld" (Live)」 |      |            | 9:27 |
| 13. | 「"The Messenger"」    |      |            | 6:37 |
| 14. | 「"All Good People"」  |      |            | 3:33 |

## パーソネル
イエス
- ジョン・アンダーソン – ボーカル、レインスティック、パーカッション
- スティーヴ・ハウ – ギター、ペダル・スティール・ギター、マンドリン、箏、バック・ボーカル
- ビリー・シャーウッド – ギター、バック・ボーカル、タンバリン、シェイカー
- クリス・スクワイア – ベース、バック・ボーカル
- イゴール・コロシェフ – ピアノ、ハモンドオルガン、メロトロン、シンセサイザー、バック・ボーカル
- アラン・ホワイト – ドラム、パーカッション、バック・ボーカル

アディショナル・ミュージシャン
- ランディ・レイン＝ロイシュ – タンブール、グーチェン、チング・シンバル、ブルロアラー、ディジュリドゥ、パーカッション
- ライズ・フルバー – ダンス・ループス
- マルゲリータ・ホーンズ – 「Lightning Strikes」のホーン